# Gilles Leroy
Gilles Leroy (28 de desembre de 1958 - Bagneaux (Hauts-de-Seine), França.) es un escriptor francès, Premi Goncourt de 2007.

## Biografia
Nascut el 28 de desembre de 1958 a Bagneaux. Fill d'Eliane Mesny i André Leroy (morts l'any 1988).
Va estudiar a l'Institut Lakane de Sceaux, on va fer el batxillerat de ciències experimentals (1975). El 1977 va obtenir la titulació DEUG de lletres i arts, (Diploma d'Estudis Universitaris Generals) que s'obté després de dos anys, que va finalitzar amb un treball sobre el poeta Henri Michaux.
És molt afeccionat a la jardineria, temàtica a la que ha dedicat diversos escrits a "Carnets de Courson" i també a "L'Observatoire des tendances du jardin" entre altres publicacions.

## Viatges i estades a l'estranger
Gilles Leroy ha fet nombrosos viatges, estades i gires promocionals:
1975: Viatge a l'URSS.
1979: Primera estada als Estats Units.
1986: Primera estada al Japó.
2007: Estada a Montgomery i Atlanta on acaba la redacció de “Alabama Song”
2009: gira per diversos països (Espanya, Eslovàquia, Croàcia, Serbia, Ukraïna, Liban) per promocionar "Alabama Song"
2010: gira promocional per itàlia
2011: gira per Bèlgica, Països Baixos, Quèbec, Alemanya i Suïssa per promocionar “”Zola Jackson”

## Carrera literària
Abans de dedicar-se a escriure, bàsicament novel·les, entre 1984 i 1991 va treballar com a periodista en mitjans escrits i audiovisuals.
Va publicar la seva primera novela “Habibi” l'any 1987.
L'any 1990 Simone Gallimard el convida a unirse a l'editorial “Mercure de France”.
En molts casos les seves obre tenen contingut de caràcter autobiogràfic com en L'Amant russe, Les Maîtres du monde, Les Jardins publics, etc.

## Premis i distincions
1992: Premi Nanterre per “Les Derniers seront les premiers” (1991)
1999: Premi Valery-Larbaud per “Machines a sous”
2004: Premis Millepages, Cabourg i Folio per “Grandir”
2014 : Premi ciutat de Deauville, per “Nina Simone” (Ed. Mercure de France 2013) (biografia novelada de la cantant americana)
2015: Premi Marcel Pagnol per “Le Monde selon Billy Boy” (novel·la on evoca els records de la seva infantesa)
2007: Premi Goncourt 2007 per “Alabama Song” (traduïda al català)
2010: Cavaller de l'Ordre Nacional del Merit
2010: Premi "Eté du Livre" per "Zola Jackson"

## Obra

### Novel·les i relats[10]
1987: “Habibi”
1990; “Maman est morte” -una modalitat de diari íntim on reviu els darrers moments de la seva mare
1991: “Les derniers seront les premiers”
1992: "Madam X"
1994: "France-Loisirs" i "Les Jardins publics"
1996: “Les Maîtres du Monde” - història d'amor homosexual
1998: “Machines a sous”
2000: "Soleil noir"
2002: "L'Amant russe"
2004: “Grandir”
2005: “Champsecret”, una autoficció on ell es fusiona amb el protagonista amb el nom de Gilles
2007: “Alabama Song”, on explica el paper de Zelda Fitzgeral, l'esposa de Francis Scott Fitzgerald.
2010: “Zola Jackson”
2012: “Dormir avec ceux qu’on aime”
2013: “Nina Simone” (biografia novel·lada de la cantant americana).
2014: "Le Monde selon Billy Boy"
2017: "Dans les westerns"
2019: "Le diable emporte les fils rebelle"

### Teatre
2011: “Angel Soleil” adaptació de la novela “Notre-Dame-des-Fleurs” de Jean Genet.
2005 : "Le Jour des fleurs", un acte, dins l'obra "Mères et fils", espectacle col·lectiu (escrit conjuntament amb Colette Fellous, Chantal Thomas, i René de Ceccatty), al Teatre de Niça, amb la posada en escena d'Alfredo Arias.

### Altres escrits[10]
1992 : "Dévoyée !", relat a partir de La Traviata, col·lecció « Opéra », (Hachette Filipacchi Medias) ;
1993 : "André Gide voyage", pròleg pel recull « André Gide », coll. Biblos, (Gallimard) ;
1996-1997 :"Mon héros préféré", 5 guions per "La Cinquième", (Amb els herois: Julien Sorel, Anna Karénine, Nana, Rastignac, Charlus) ;
1999 : "Tristan Corbière, hommage", « Une bibliothèque d'écrivains » (Rocher) ;
2002 : "À Propos de l'Amant russe" notes sobre l'autobiografia, Nouvelle Revue Française, (Gallimard).
2008 : Eddy Wiggins, Le Noir et le Blanc, (Naïve)
2016: Le Château solitude (Grasset)